# Bradysaurus
Bradysaurus is een geslacht van uitgestorven, herbivore reptielen uit de familie Pareiasauridae met de twee soorten B. baini en B. seeleyi. Deze basale, vijfhonderd kilo zware reptielen leefden ca. 265 tot 260,5 miljoen jaar geleden tijdens het Midden-Perm in Zuid-Afrika.

## Beschrijving
De lichaamslengte van Bradysaurus bedroeg ongeveer tweehonderdvijftig centimeter, de schedel telde ongeveer een halve meter. De schouderhoogte bedroeg een meter en de breedte honderdveertig centimeter. Hij bewoog zich vierbenig. Net als andere Pareiasauriden was het dier gedrongen en gespierd en had het een relatief korte staart in vergelijking met de gehele lichaamslengte. Zijn kaak was bezet met tanden die destijds typerend waren voor herbivoren. Bradysaurus voedde zich met struiken en varens, net als de herbivore Pareiasauridae. Hij leefde in kuddes voor wederzijdse bescherming. Hierdoor kon hij zich beter verdedigen tegen potentiële roofdieren zoals Gorgonopsia of andere vleesetende Theriodontia. Hij leefde in droog vlak land, in de buurt van meren en rivieren.

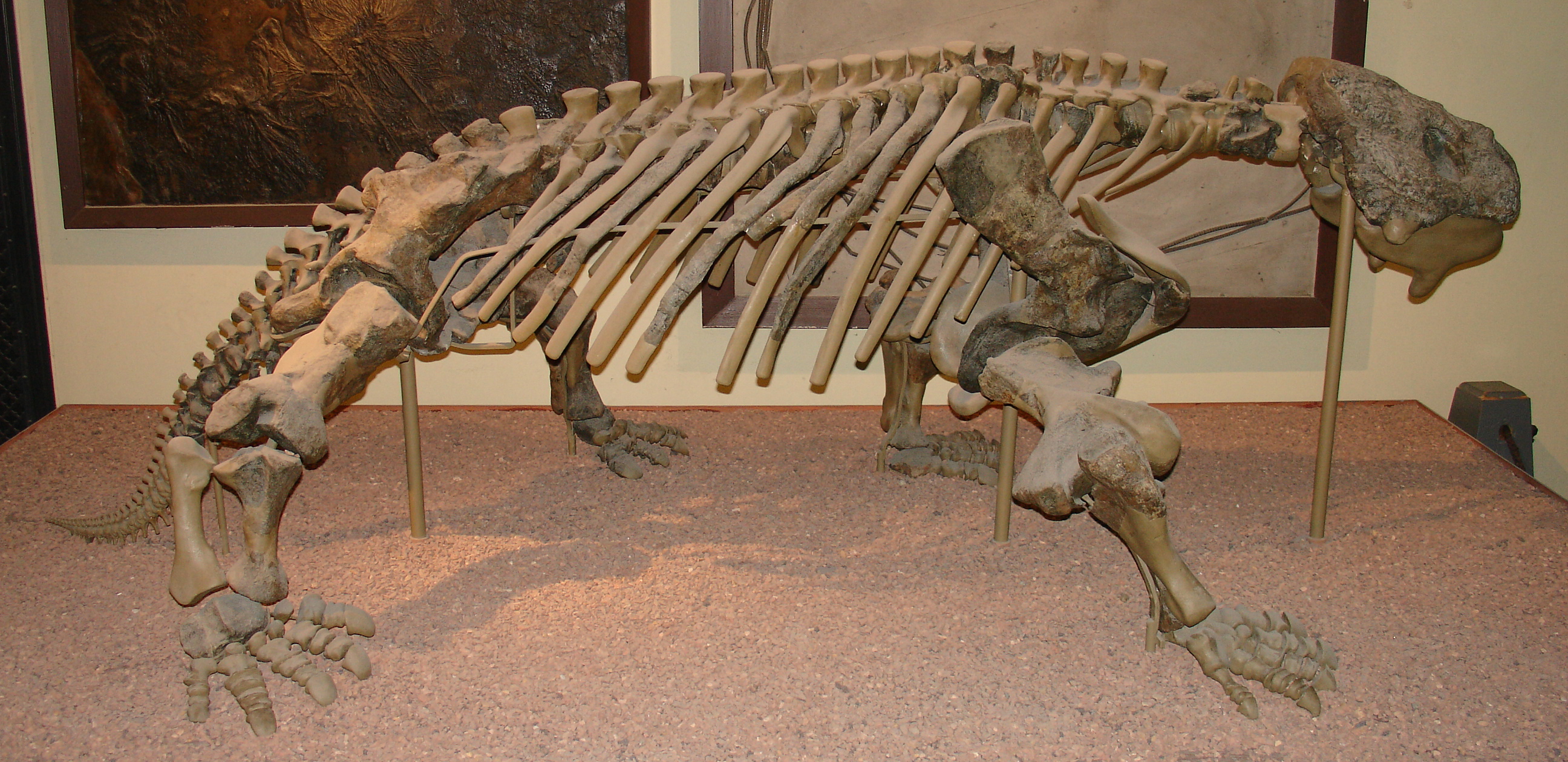
Skelet van Bradysaurus